# Kittlitz
Kittlitz è un comune di 249 abitanti dello Schleswig-Holstein, in Germania.

Appartiene al circondario del ducato di Lauenburg ed è parte dell'Amt Lauenburgische Seen.